# Чемпіонат Європи з хокею із шайбою серед юніорів 1982
Чемпіонат Європи з хокею із шайбою серед юніорів 1982 — п'ятнадцятий чемпіонат Європи з хокею із шайбою серед юніорів. Чемпіонат пройшов у містах Енгельгольм, Тирінге (Швеція) з 29 березня по 4 квітня 1982. Чемпіоном Європи стала юнацька збірна Швеції.

## Група А

### Попередній раунд
Група 1
У групі не виступала збірна Польщі, замість неї виступала збірна Швеції U-17, яка провела три матчі поза конкурсом поступившись 3:8 СРСР, 4:5 Фінляндії та обігравши 9:0 Швейцарію.
| Збірна       | 1   | 2   | 3   | ШЗ/ШП | О |
| ------------ | --- | --- | --- | ----- | - |
| 1. СРСР      |     | 6:3 | 8:1 | 14:04 | 4 |
| 2. Фінляндія | 3:6 |     | 4:2 | 07:08 | 2 |
| 3. Швейцарія | 1:8 | 2:4 |     | 03:12 | 0 |

Група 2
| Збірна            | 1    | 2    | 3   | 4    | ШЗ/ШП | О |
| ----------------- | ---- | ---- | --- | ---- | ----- | - |
| 1. Швеція         |      | 3:2  | 6:1 | 23:1 | 32:04 | 6 |
| 2. Чехословаччина | 2:3  |      | 5:1 | 24:2 | 31:06 | 4 |
| 3. ФРН            | 1:6  | 1:5  |     | 3:3  | 05:14 | 1 |
| 4. Франція        | 1:23 | 2:24 | 3:3 |      | 06:50 | 1 |

### Фінальний раунд
Чемпіонська група
| Збірна            | 1     | 2     | 3     | 4     | ШЗ/ШП | О |
| ----------------- | ----- | ----- | ----- | ----- | ----- | - |
| 1. Швеція         |       | (3:2) | 5:3   | 7:5   | 15:10 | 6 |
| 2. Чехословаччина | (2:3) |       | 7:3   | 8:3   | 17:09 | 4 |
| 3. СРСР           | 3:5   | 3:7   |       | (6:3) | 12:15 | 2 |
| 4. Фінляндія      | 5:7   | 3:8   | (3:6) |       | 11:21 | 0 |

Втішний раунд
Матчі збірної Швеції U-17: ФРН 7:2, Франція 18:2.
| Збірна       | 1    | 2     | 3     | ШЗ/ШП | О |
| ------------ | ---- | ----- | ----- | ----- | - |
| 1. Швейцарія |      | 2:2   | 11:3  | 13:05 | 3 |
| 2. ФРН       | 2:2  |       | (3:3) | 05:05 | 2 |
| 3. Франція   | 3:11 | (3:3) |       | 06:14 | 1 |

Польща вибула до Групи «В».

### Призи та нагороди чемпіонату
| Нагорода            | Гравець         | Збірна         |
| ------------------- | --------------- | -------------- |
| Найкращий бомбардир | Петр Росол      | Чехословаччина |
| Найкращий воротар   | Домінік Гашек   | Чехословаччина |
| Найкращий захисник  | Олексій Гусаров | СРСР           |
| Найкращий нападник  | Томас Сандстрем | Швеція         |

## Група В
Матчі пройшли 17 — 24 березня 1982 в болгарській столиці Софія.

### Попередній раунд
Група 1
| Збірна        | 1    | 2   | 3    | 4   | ШЗ/ШП | О |
| ------------- | ---- | --- | ---- | --- | ----- | - |
| 1. Австрія    |      | 5:3 | 12:1 | 3:5 | 20:09 | 4 |
| 2. Нідерланди | 3:5  |     | 3:2  | 8:5 | 14:12 | 4 |
| 3. Румунія    | 1:12 | 2:3 |      | 8:3 | 11:18 | 2 |
| 4. Італія     | 5:3  | 5:8 | 3:8  |     | 13:19 | 2 |

Група 2
| Збірна       | 1    | 2   | 3   | 4    | ШЗ/ШП | О |
| ------------ | ---- | --- | --- | ---- | ----- | - |
| 1. Норвегія  |      | 4:1 | 7:1 | 21:0 | 32:02 | 6 |
| 2. Данія     | 1:4  |     | 1:1 | 4:2  | 06:07 | 3 |
| 3. Болгарія  | 1:7  | 1:1 |     | 6:2  | 08:10 | 3 |
| 4. Югославія | 0:21 | 2:4 | 2:6 |      | 04:31 | 0 |

### Фінальний раунд
Перша група
| Збірна        | 1     | 2     | 3     | 4     | ШЗ/ШП | О |
| ------------- | ----- | ----- | ----- | ----- | ----- | - |
| 1. Норвегія   |       | 9:3   | 4:3   | (4:1) | 17:07 | 6 |
| 2. Австрія    | 3:9   |       | (5:3) | 4:0   | 12:12 | 4 |
| 3. Нідерланди | 3:4   | (3:5) |       | 7:2   | 13:11 | 2 |
| 4. Данія      | (1:4) | 0:4   | 2:7   |       | 03:15 | 0 |

Втішна група
| Збірна       | 1     | 2     | 3     | 4     | ШЗ/ШП | О |
| ------------ | ----- | ----- | ----- | ----- | ----- | - |
| 1. Румунія   |       | 6:3   | (8:3) | 10:2  | 24:08 | 6 |
| 2. Болгарія  | 3:6   |       | 5:5   | (6:2) | 14:13 | 3 |
| 3. Італія    | (3:8) | 5:5   |       | 7:4   | 15:17 | 3 |
| 4. Югославія | 2:10  | (2:6) | 4:7   |       | 08:23 | 0 |

Норвегія підвищилась до Групи «А», Югославія вибула до Групи «C».

## Група C
Матчі пройшли 18 — 25 березня 1982 у Даремі (Велика Британія).
| Збірна             | 1        | 2        | 3       | ШЗ/ШП | О |
| ------------------ | -------- | -------- | ------- | ----- | - |
| 1. Угорщина        |          | 11:6 4:6 | 8:4 6:6 | 29:22 | 5 |
| 2. Іспанія         | 6:11 6:4 |          | 6:5 4:5 | 22:25 | 4 |
| 3. Велика Британія | 4:8 6:6  | 5:6 5:4  |         | 20:24 | 3 |

Угорщина підвищились до Групи «В».